# قطعنامه ۱۲۷۹ شورای امنیت
قطعنامه ۱۲۷۹ شورای امنیت سازمان ملل متحد که در تاریخ ۳۰ نوامبر ۱۹۹۹ تصویب شد، سندی بین‌المللی دربارهٔ اوضاع در مورد جمهوری دموکراتیک کنگو است. این قطعنامه طی نشست ۴۰۷۶ام با ۱۵ رای موافق، ۰ مخالف و ۰ ممتنع تصویب شد.